# Tlaxiaco
Heroica Ciudad de Tlaxiaco, thường được gọi là Tlaxiaco, là một đô thị thuộc bang Oaxaca, Mexico. Năm 2005, dân số của đô thị này là 34587 người.